# 1080i

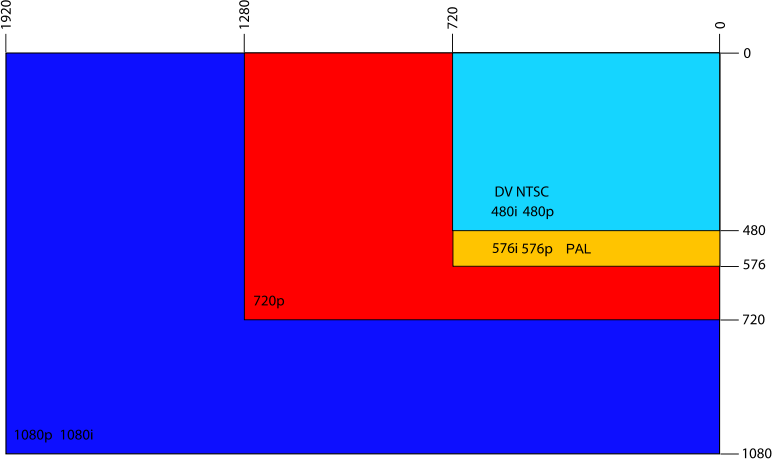
Scale di risoluzione delle odierne TV

Il termine 1080i è l'abbreviazione di una categoria di modalità video, tutte caratterizzate da una risoluzione verticale di 1080 linee e dalla scansione interlacciata. 
Il 1080i è un formato di alta definizione, che implica un rapporto d'aspetto di 16:9. La relativa risoluzione orizzontale del formato è di 1920 pixel.
La cadenza di ripresa in hertz può essere implicita nel contesto o indicata espressamente, con una notazione molto comune, dopo la lettera i. Le due frequenze usate più comunemente erano di 25 e 30 fotogrammi al secondo, secondo la divisione tradizionale ereditata dai sistemi PAL e NTSC e legata all'utilizzo di circuiti con segnali di controllo derivati (previo scalamento della frequenza di un fattore 1/2) della corrente alternata in uso in quei paesi (frequenze di 50 e 60 Hz rispettivamente).
A seconda che ci si riferisca alla frequenza di quadro o di semiquadro, si possono utilizzare notazioni quali 1080i25, 1080i50 e, secondo la raccomandazione EBU, 1080i/25, tutte tra loro equivalenti.
Il formato 1080i, per la sua natura interlacciata, era direttamente compatibile con i monitor a tubo catodico. Per essere visualizzato su display a scansione progressiva, come quelli al plasma e LCD, il segnale deve essere sottoposto ad un processo detto deinterlacciamento.
Per via delle modifiche allo standard NTSC introdotte all'epoca dell'introduzione del colore, la cadenza di ripresa delle trasmissioni 1080i/30 era in realtà inferiore dello 0.1% rispetto al valore nominale, quindi di circa 29,97 fotogrammi al secondo. Anche la notazione 1080i29.97 è usata in alcuni ambiti. Gli standard attuali supportano frequenze sia di 24/30/60 reali sia di 23,976/29,97/59,94 fotogrammi al secondo.
Esiste una variante del formato quando applicato al sistema di registrazione HDV che limita la risoluzione a 1440 × 1080 pixel. In questo caso l'aspect ratio dei pixel è pari a 1,333 ed è il risultato di una deformazione anamorfica.